# Nina Karin Monsen

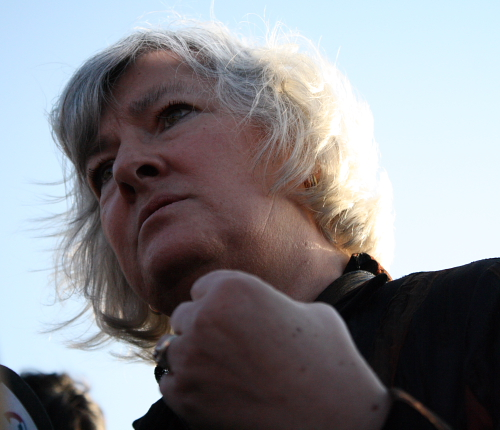
Nina Karin Monsen

Nina Karin Monsen (* 29. Mai 1943 in Bergen) ist eine norwegische Moralphilosophin und Autorin. Sie ist seit 2004 Staatsstipendiatin. Monsen hat viele Bücher, Fachliteratur wie auch Fiktion, veröffentlicht. Sie war ursprünglich eine feministische Philosophin, gilt aber seit den frühen 1980er Jahren als prominenteste Vertreterin des Personalismus in Skandinavien. Das Buch Det elskende menneske (1987) ist in mehrere Sprachen übersetzt geworden.
Nina Karin Monsen wurde 2009 mit dem Fritt-Ord-Preis ausgezeichnet.

## Bibliographie (Auswahl)

### Fachliteratur
- Det kvinnelige menneske (Aschehoug, 1975)
- Jomfru, mor eller menneske? (Universitetsforlaget, 1984)
- Det elskende menneske; person og etikk (Cappelen, 1987), oversatt til svensk og serbo-kroatisk.
- Det kjempende menneske; maktens etikk (Cappelen, 1990)
- Velferd uten ansikt; en filosofisk analyse av velferdsstaten (Universitetsforlaget, 1998)
- Kunsten å tenke, en filosofisk metode til et bedre liv (Fagbokforlaget, 2001)
- Den gode sirkel, en filosofi om helse og kjærlighet (Fagbokforlaget, 2002)
- Det sårbare menneske, en filosofi om skam, skyld og synd (Vigmostad & Bjørke, 2004)
- Livstro. Lesetykker (Kom Forlag, 2005)
- Det innerste valget. Språk, tanke, mening (Vigmostad & Bjørke, 2007)
- Kampen om ekteskapet og barnet (Luther Forlag|Avenir, 2009)

### Romane, Essays
- Kvinnepakten, roman, Aschehoug 1977
- Jammersminne, roman, Gyldendal 1980
- Dødt liv, novellesamling, Eides forlag 1987
- Inntrengere, roman, Cappelen 1989
- Under godhetens synsvinkel, essays, Cappelen 1992
- Tvillingsjeler, roman, Cappelen 1993